# Bálnatetűfélék
A bálnatetűfélék (Cyamidae) a felsőbbrendű rákok (Malacostraca) osztályába és a felemáslábú rákok (Amphipoda) rendjébe tartozó család.
A bálnatetűfélék nevük ellenére nem valódi tetvek (Phthiraptera), amelyek a rovarokhoz tartóznak, hanem élősködő életmódot folytató rákok. Legközelebbi rokonaik a Caprellidae-fajok. Ezek az élősködők a tengeri cetek, beleértve a szilásceteket, delfinféléket és disznódelfinféléket is, bőrén a bőrráncokba, az ivarszervekbe, az orrnyílásokba és a szemek körüli bőrbe ágyazódva élnek.
A kutatók eddig 31 bálnatetű-fajt fedeztek fel és írtak le.

## Megjelenésük
Ezeknek az élőlényeknek a teste igen lapított, hátsó részük nagyon kicsi. Lábaik, főleg az utolsó három pár, jól kifejlett karmokban végződnek, amelyekkel a gazdaállatba kapaszkodnak. Az állatok hossza fajtól függően 5-25 milliméter között lehet.

## Életmódjuk

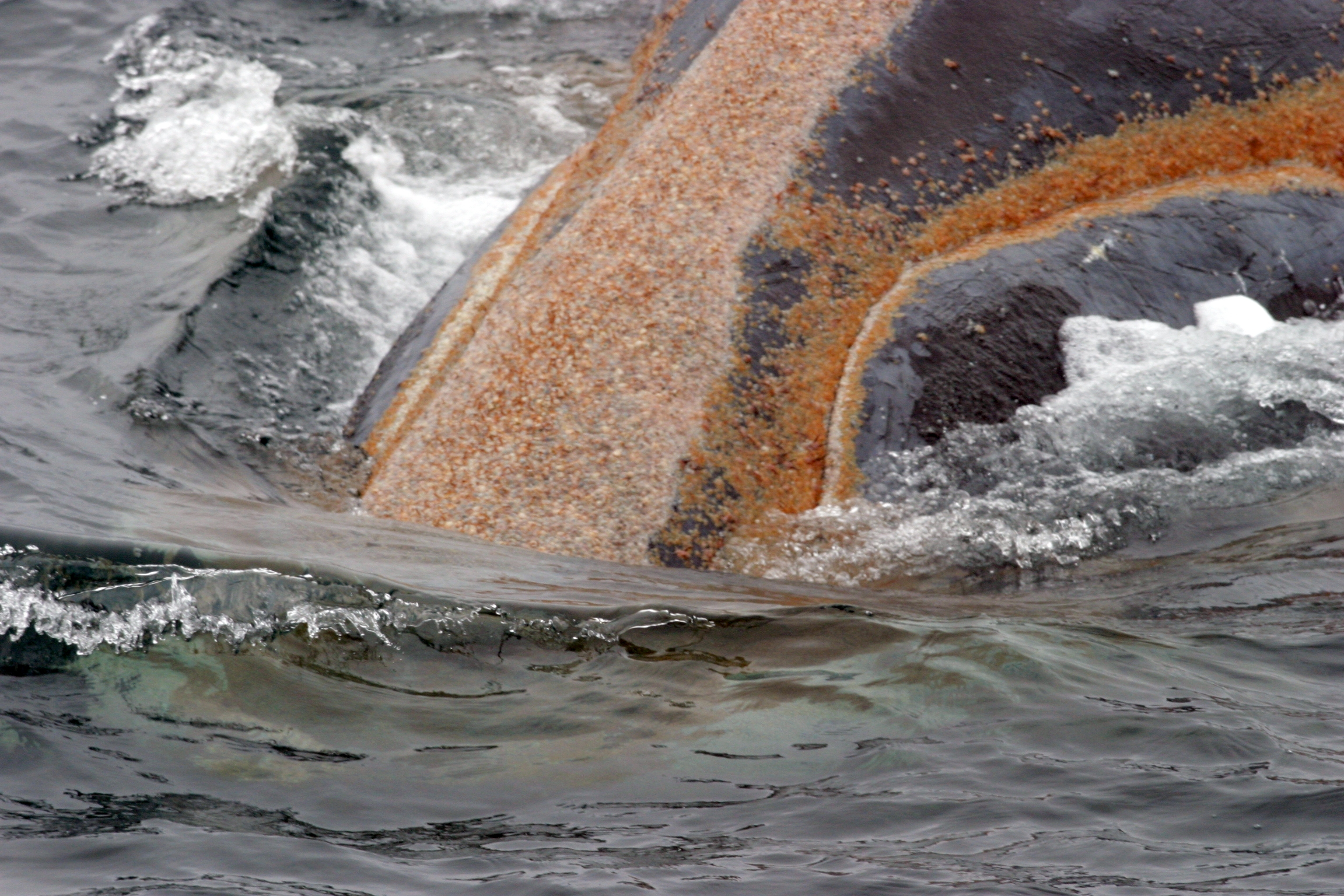
Narancssárga színű bálnatetvekkel ellepett Eubalaena-faj

A legtöbb bálnatetűfaj csak egy bizonyos cetfajon fordul elő. Életük minden szakaszát a gazdaállaton töltik, soha nem úsznak szabadon. A sziláscetek és a bálnatetvek közti kapcsolat szorosabb, mint a fogascetek és az élősködőik közti kapcsolat. Majdnem mindegyik cetfélének megvan a sáját bálnatetű-faja. A nagy ámbráscet (Physeter macrocephalus) esetében, még a különböző nemű állatoknak is, különböző fajú bálnatetveik vannak, például a hímeken a Cyamus catodontis, míg a nőstényeken és borjakon a Neocyamus physeteris él.
Hogy a hullámzás és a vízsúrlódása ne mossa le őket a cetekről, a bálnatetvek a bőrráncokba és sebekbe bújnak el. A sziláscetek esetében, főleg a fejen és a szilákat alkotó szarulemezeken tartózkodnak. Egy bálnán akár 7500 bálnatetű is élhet.
Egyes bálnatetű-fajok esetében igen fontos a tengerimakkokkal (Balanidae) való fertőzöttség. Az Eubalaena-fajokon a bálnatetvek a gazdáik bőrdudorain élnek, ezek a bőrdudorok és a bálnatetvek elhelyezkedése segíti a kutatókat megállapítani, hogy melyik bálna egyedet látják, vagy fényképezik le.
A bálnatetvek többsége a cetekre települt algákkal táplálkozik. Ezenkívül lehulló bőrrel és sebekből szivárgó nedvekkel is táplálkoznak, azonban nem okoznak nagyobb kárt a gazdaállatnak.
Ez élősködő rákok életét igen nagy mértékben befolyásolja a gazdaállat életmódja. A bálnatetvek előfordulását a cetek vándorlásai határozzák meg.

## Rendszerezés
A családba az alábbi 6 nem tartozik:
- Cyamus Latreille, 1796 - 18 faj
- Isocyamus Gervais & van Beneden, 1859 - 4 faj
- Neocyamus Margolis, 1955 - 1 faj
  - Neocyamus physeteris (Pouchet, 1888)
- Platycyamus Lütken, 1870 - 2 faj
- Scutocyamus Lincoln & Hurley, 1974 - 2 faj
- Syncyamus Bowman, 1955 - 4 faj

## Fordítás
- Ez a szócikk részben vagy egészben  a   Whale louse című angol Wikipédia-szócikk ezen változatának fordításán alapul.  Az eredeti cikk szerkesztőit annak laptörténete sorolja fel. Ez a jelzés csupán a megfogalmazás eredetét és a szerzői jogokat jelzi, nem szolgál a cikkben szereplő információk forrásmegjelöléseként.